# Ich habe den englischen König bedient
Ich habe den englischen König bedient (tschechisch: Obsluhoval jsem anglického krále) ist der Titel eines 1978 publizierten Romans des tschechischen Schriftstellers Bohumil Hrabal. Erzählt wird die Karriere eines Kellners zum Hotelbesitzer vor dem Hintergrund der Geschichte der Tschechoslowakei von den 1930er Jahren bis Ende der 1940er. Die deutsche Übersetzung von Karl-Heinz Jähn erschien 1988.

## Überblick
Der aus ärmlichen Verhältnissen stammende Protagonist mit dem Familiennamen Dítĕ erzählt, wie er als Pikkolo im Hotel „Goldenes Prag“ anfängt und beobachtet, wie die reichen Gäste wie die Fürsten bedient werden und was sie sich mit ihrem Geld alles leisten können. So will er sich zum Hotelbesitzer hocharbeiten und Millionär werden. Im zweiten, politischen Teil des Romans, der in der Zeit der deutschen Besetzung Tschechiens und des Zweiten Weltkriegs spielt, gerät er durch seine Freundin Lisa, eine sudetendeutsche Krankenschwester, zwischen die Fronten. Er besinnt sich seines deutschen Großvaters, macht so als Deutscher Karriere und heiratet Lisa. Seine tschechischen Kollegen und Bekannten verachten ihn wegen dieses Verrats. Durch eine von Lisa im besetzten Polen konfiszierte Briefmarkensammlung kann er nach dem Krieg ein exklusives Hotel eröffnen und wird Millionär. Nach der kommunistischen Machtergreifung wird er enteignet, mit anderen Millionären inhaftiert und zu einem Arbeitseinsatz als Waldarbeiter verurteilt. Hier beginnt in der ländlichen Einsamkeit seine Besinnung auf die eigentlichen Werte des Lebens, und er schreibt seine Erinnerungen auf.

## Handlung

### Ein Glas Grenadine
Die Geschichte Dítěs beginnt mit der Unterweisung des Direktors („Sprich’s mir nach“) bei seiner Einstellung als 15-jähriger Pikkolo im Hotel „Goldenes Prag“. Der „Herr Hotelier“ lässt die Angestellten jeden Morgen um halb sechs entsprechend ihrer Rangordnung zum Defilee antreten und kontrolliert akribisch Reinlichkeit und Kleidung. Mit doppelten Sohlen und hochgestrecktem Kinn versucht der kleinwüchsige Pikkolo etwas größer zu wirken. Als Unterster in der Hierarchie hat er gewissenhaft, ohne den geringsten Widerspruch, die Anweisungen zu beachten, in ständiger Beschäftigung immer wieder Bestecke und Gläser zu polieren und die Gäste, in vollkommener Anpassung an die Situationen, unterwürfig formvollendet und diskret zu bedienen, d. h. nichts sehen und nichts hören und zugleich „alles sehen und alles hören“. Bei der Beobachtung der Besucher sammelt er Erfahrungen über die Menschen und die Geschäftswelt.
Zu seinen Aufgaben gehört der Verkauf von Würstchen auf dem Bahnsteig. Hier lernt er die erste trickreiche Überlebensstrategie. Er läuft den abfahrenden Zügen nebenher und versucht seinen mit großen Geldscheinen zahlenden Kunden das Wechselgeld ins Fenster zu reichen, was ihm jedoch trotz theatralischer Bemühungen niemals gelingt. Dieses leicht verdiente Geld gibt er bei seinen wöchentlichen Besuchen Jaruškas und anderer Prostituierten des Etablissements „Bei Rajsky“ mit vollen Händen wieder aus. Übermütig wirft er einmal eine Handvoll Münzen durch die Luft und freut sich daran, wie die Menschen beim Aufsammeln auf der Erde herumkriechen. So erfährt er täglich, wie man mit Geld Macht über andere gewinnt. Durch seine großzügigen Trinkgelder beeindruckt er eines der Mädchen Rajskas so sehr, dass sie ihn im Hotel besucht und sich in einem spektakulären Auftritt ein Glas Grenadine (Kapitelüberschrift) über den Kopf schüttet und ihn zu einem Wiedersehen einlädt.
Herr Walden, ein Handlungsreisender, der für die Firma Berkel Wurstaufschnittmaschinen und Präzisionswaagen verkauft und mit seinen eingenommenen Geldscheinen den Hotelzimmerboden auslegt, wird der väterliche Mentor des Pikkolos auf seiner nächsten Etappe. Er hat ihn bei seinem Wechselgeldtrick beobachtet und erzählt ihm von seiner Karriere. Dabei erinnert sich der Pikkolo an seine findige Großmutter, bei der er als uneheliches Kind aufwuchs. Sie sammelte die von den Gästen der benachbarten Badeanstalt aus den Fenstern geworfene schmutzige Wäsche auf, wusch sie und verkaufte sie an Bauarbeiter. Herr Walden bemerkt seine Begabung fürs Geldverdienen und gibt ihm den Rat: „Merk dir, das Geld öffnet dir den Weg in die ganze Welt.“ Er empfiehlt ihn dem Hotel „Tichota“ als Kellner.

### Hotel Tichota
Mit einem neuen Frack der Schneiderfirma in Pardubice stellt sich Dítě bei Herrn Tichota vor, dem Besitzer des gleichnamigen Hotels in Strančice, südöstlich von Prag. Er wird als „zweiter Kellner“ unter dem Oberkellner Zdenĕk eingestellt. Der schwergewichtige Chef überwacht aus seinem Rollstuhl heraus die Angestellten und befiehlt sie, wenn sie sich ausruhen wollen, sofort mit seiner Trillerpfeife zu sich, um ihnen neue Aufträge zu erteilen. Zdenĕk führt, ähnlich wie Dítě als Pikkolo, ein Doppelleben: im Dienst spielt er perfekt seine Rolle, im Privatleben verschleudert er sein Geld mit Vergnügungen und Besuchen bei einsamen Nachbarinnen. Seine Identität als kommunistischer Agent wird erst später offenbar.
Das ausgefallen eingerichtete Hotel hat nur reiche spleenige Gäste, die ihre Eskapaden fürstlich bezahlen: Ein General stopft das Essen, das er ständig als ungenießbar beschimpft, in sich hinein und schießt Gläser vom Fensterbrett. Anderntags feiert er mit einem Dichter und zwei Frauen eine von einer Tanzmusikkapelle begleitete Orgie. Ein anderer Gast, „der Staatspräsident“, liebt eine aus Paris eingeflogene Französin auf den vom Personal sorgfältig arrangierten Heuhaufen im nächtlich romantischen Garten. Bei ihren Gelagen mit nackten Frauen schauen die Gäste versonnen der ländlichen Idylle des im Hof zu ihrer Unterhaltung permanent Holz hackenden Hausknechts zu und schließen zwischendurch Handelsverträge ab, dabei geht es um eine Schiffsladung Rinderhäute aus dem Kongo, einen Straßenzug Mietshäuser, Munitionszüge für arabische Regimenter usw.
Eine Episode ist der Besuch einer bolivianischen Delegation, die im Hotel logiert. Sie ist mit einer sechs Kilogramm schweren goldenen Nachbildung des Bambino di Praga in die Stadt gekommen, um die Statue vom Erzbischof segnen zu lassen. Zur Diebstahlsicherung wird ein Duplikat aus vergoldetem Gusseisen angefertigt. Dítě erhält den Auftrag, den Transport des Gnadenbildes durch die Stadt zu sichern. Dabei kommt es zu Verwechslungen und das Original wäre beinahe verloren gegangen. Darauf wird Dítě von Herrn Tichota beschuldigt, er habe das Gold für sich erbeuten wollen, und entlassen. Später erfährt er von Walden, dass der Hausknecht, der Spion Tichotas, ihn verleumdet hat, weil er ihn für geldgierig hält.

### Ich habe den englischen König bedient
Walden verhilft dem Arbeitsuchenden zu einer neuen und besseren Anstellung im von Herrn Brandejs geführten Prager Hotel „Paris“. Auch hier ist er einem Oberkellner, dem erfahrenen Skřivánek, unterstellt. Dieser hat über alles den Überblick. Aus seiner Erfahrung heraus stuft er die Gäste nach ihrer Herkunft, ihren Gewohnheiten ein und kennt ihre Wünsche, bevor sie geäußert werden. Er unterweist Dítě in dieser Kunst und verbindet die Vorhersagen mit Wetten um jeweils zwanzig Kronen, die er immer gewinnt. Als Erklärung für seine richtige Einschätzung dient ihm der Standardsatz: „Weil ich den englischen König bedient habe“. Für Dítě ist das der Gipfel seiner Kellnerausbildung: der vollkommene Dienst. Durch ein Missgeschick des vom Chef Brandejs sehr geschätzten Speisekellners Karel, der stolz darauf ist, dass keiner mehr Teller tragen könne als er, rückt Dítě mit Unterstützung Skřiváneks zum Platzkellner auf. Durch einen niesenden Gast irritiert, verliert Karel das Gleichgewicht, Speisen und Getränke rutschen von seinem Servierbrett und landen auf den Gästen. Darüber ist Karels Kellnerehre so verletzt, dass er wütend im Restaurant und der Küche randaliert und das Hotel für immer verlässt. Jetzt bedient Dítě jeden Donnerstag die Börsenjobber, die im Chambre séparée mit Prostituierten ihre Wochengewinne verjubeln. Beim Reinigen der Polster findet er, wie zuvor Karel, aus den Taschen gerutschte Münzen und Ringe. Am meisten profitiert Dítě vom „Visitationskabinett“, der inneren Abteilung. Hier erschöpfen sich ältere Börsenjobber beim Ausziehen der Damen als kollektivem Pfänderspiel und er übernimmt gern die Aufgabe, nach Abzug der betrunkenen müden Gäste die durch das Betasten erregten, aber unbefriedigten Prostituierten aus ihrer Spannung zu erlösen. Eitel achtet er auf seine Kleidung. Geschmückt mit von Gästen im Hotel vergessenen edlen Krawatten stolziert er durch Prag, betritt als zahlungskräftiger Kunde Bekleidungsgeschäfte, lässt sich beraten und geht wieder unentschlossen davon, wie es wählerische Kunden zu tun pflegen.
Weil in Prag nur das Hotel „Paris“ über hunderte von goldenen Bestecken verfügt, findet hier das offizielle Festmahl für den abessinischen Kaiser Haile Selassie und sein Gefolge statt. Für Dítě ist es ein großes Spektakel. Schwarze Köche richten das exotische Essen an: Ein Kamel wird mit Antilopen, Truthähnen, Eiern, Fischen usw. gefüllt und auf einem Spieß gebraten. Seinen großen unvorhergesehenen Auftritt hat Dítě, als ihm eine Lücke in der Bedienung des Kaisers auffällt. Er übernimmt spontan für den eigentlich zuständigen Oberkellner des Hotels Šroubek die Aufgabe, das Glas des Kaisers mit Moselwein zu füllen. Dafür wird er mit einem Orden und einer blauen Schärpe für Verdienste um den Thron des Kaisers von Abessinien ausgezeichnet und kann nun damit prahlen, er habe den Kaiser von Abessinien bedient. Wie sein Lehrmeister Skřivánek wendet er diesen Spruch bei allen Situationen an, in denen er um eine Erklärung gebeten wird. Später, in seiner philosophischen Entwicklungsphase setzt er die Redewendung selbstironisch ein. Doch seine Freude am Glanz des Erfolges trübt sich kurz darauf, als beim Aufräumen ein goldener Kaffeelöffel fehlt und er des Diebstahls beschuldigt wird. Verzweifelt über das Misstrauen sogar seines Oberkellners will er sich im Wald erhängen, doch man entdeckt den Löffel im Abflussrohr der Spüle und Skřivánek eilt ihm nach und holt ihn zurück.
Mit dem nächsten Ereignis wird die politische Entwicklung in den 1930er Jahren aufgegriffen. Die Spannungen zwischen Tschechen und Sudetendeutschen werden auch in Prag offenbar: Die tschechischen Kellner geben deutschen Gästen gegenüber vor, sie verstünden nicht ihre Sprache. Dítě gerät in diesen Konflikt hinein, als er im Kino die, ebenso wie er, kleine Turnlehrerin Lisa kennenlernt, die Mitglied der Sudetendeutschen Partei von Konrad Henlein ist. In Eger besitzt ihr Vater das Hotel „Zur Stadt Amsterdam“. In Tirolerjacke und mit weißen Strümpfen besucht sie ihn im Hotel. Er wird jetzt von Brandejs, Skřivánek und den anderen Kellnern gemieden und wegen seiner Sympathien für Deutsche entlassen. Einige Zeit ist er arbeitslos. Nach der Besetzung Prags durch deutsche Truppen 1939 geht er mit Lisa, in der Uniform einer Frontschwester, ins Hotel „Paris“, lässt sich von seinen ehemaligen Kollegen bedienen und revanchiert sich, indem er sie ignoriert. Lisa nimmt ihn anschließend mit in ihre Wohnung und initiiert ein Liebesverhältnis mit symbolträchtigen vampirhaften Praktiken.

### Ihr Kopf war nicht mehr aufzufinden
Durch Lisas Parteiverbindungen bekommt Dítě die Stelle eines Kellners in einem von der SS-betriebenen Lebensborn-Hotel in der gesunden Luft des Berglands bei Tetschen. Nach der NS-Rassenlehre werden hier arische Soldaten und Frauen zusammengeführt, um den neuen „Herrenmenschen“ zu zeugen. Während Lisa als Wehrmachtskrankenschwester die deutschen Truppen auf ihrem Eroberungsfeldzug in Polen und Frankreich begleitet, ist es seine Aufgabe, den schwangeren Frauen am Schwimmbecken Milch, klares Bergwasser, Tiroler Kuchen und kalte Fleischplatten zu servieren, und dafür legt er seinen abessinischen Orden mit der Aufschrift „Viribus unitis“ (= Mit vereinten Kräften) an. Durch seine Ausbildung zur vollkommenen Anpassung an die Wünsche der Gäste ist er für diese Aufgabe prädestiniert, doch hier erreicht seine Unterordnung eine politische Dimension: Voraussetzung für seine Anstellung ist nämlich seine deutsche Ahnenlinie: Auf dem Grab seines Großvaters steht der Name Johann Ditie, und diesen nimmt er anstelle seines tschechischen Dítĕ (= Kind) an, während gleichzeitig im ganzen Land Hinrichtungskommandos oppositionelle Tschechen exekutierten. Darüber hinaus muss er sich für die Ehe mit Lisa Elisabeth Papanek von einem Reichsdoktor seine Zeugungsfähigkeit bestätigen und „zum Schutze deutscher Ehre und deutschen Blutes“ sein Sperma untersuchen lassen. In Eger heiraten sie mit einem nationalsozialistischen militärischen Staatsakt, sie im Jägerkostüm mit Eichenlaub und Hakenkreuz, er im Frack mit Verdienstorden, aber er wird als Halbslawe und wegen seines Mangels an Konversationsdeutsch von den Deutschen nicht als ebenbürtig angesehen. Ihre Hochzeitsreise verbringen sie in der Hotelanlage in Tetschen und hier zeugen sie ihren behinderten Sohn Siegfried, der sich von klein auf nur dafür interessiert, Nägel in Dielenböden zu hämmern.
Als Dítě gegenüber einem Hauptmann die Vermutung äußert, der deutsche Russlandfeldzug stehe bevor, wird er wegen Aufwiegelung der Öffentlichkeit als Kellner entlassen, obwohl er mit seiner Annahme recht hat, und ins Restaurant Košíček (= Körbchen) im Böhmischen Paradies versetzt. Hier treffen sich in idyllischer Landschaft Soldaten mit ihren Frauen oder Freundinnen für einige Tage, bevor sie in den Ostkrieg ziehen müssen. Im Gegensatz zur sportlichen Lebensborn-Stimmung empfindet Dítě die Atmosphäre in Košíček als menschlich liebevoll und zugleich melancholisch wegen der Angst der Gäste vor einem Abschied für immer. Als Lisa ihn bei einem Fronturlaub besucht, bringt sie ein Köfferchen mit wertvollen Briefmarken mit, das sie in Lemberg deportierten Juden abgenommen hat. Nach dem Krieg wollen sich beide mit dem Erlös ein Hotel kaufen. Weil die Kriegsberichte immer schlechter werden, wird Lisa unruhig, sie bringt Siegfried zu ihrem Vater nach Eger und will dann an die Front zurückkehren. Ein Jahr später, Dítě wurde inzwischen ins Militärkrankenhaus nach Komotau versetzt, kommt in der Stadt ein Lazarettzug an, aus dem, begleitet von Lisa, Soldaten als Krüppel ausgeladen werden. Viele von ihnen hat Dítě als gesunde Männer in Tetschen oder im Paradies gesehen.
Er erinnert sich oft an den Oberkellner Zdenĕk und kommt eines Tage auf die Idee, ihn im Hotel Tichota zu besuchen. Als er auf dem Bahnhof in Prag auf seine Armbanduhr schaut, wird er von der Gestapo verhaftet. In der Nähe erblickt er den ebenfalls auf die Uhr schauenden Zdenĕk. Im Gefängnis in Pankrác beschuldigt man ihn, auf einen bolschewistischen Aktivisten gewartet und diesem mit dem Uhrblick ein Erkennungszeichen gegeben zu haben. Man foltert ihn, um den Namen des Genossen zu erfahren. Er merkt, dass er mit Zdenĕk verwechselt worden ist. Trotz seinem zerschlagenen Gesicht verrät er ihn nicht und ist stolz darauf, sich als antifaschistischer Kämpfer zu fühlen. Schließlich sehen die Gestapo-Beamten ein, dass er nicht der Gesuchte ist, und lassen ihn frei. Er begleitet zuerst einen nach zehnjähriger Haft entlassenen Vatermörder in sein Heimatdorf Lidice, das von den Deutschen aus Rache für das Attentat auf den Reichsprotektor Heydrich zerstört worden ist, und kehrt dann Komotau zurück. Dort teilt man ihm mit, dass er wegen seiner Verhaftung in Prag entlassen worden ist. Nun fährt er zu seiner Familie nach Eger. Am Tag zuvor wurde die Stadt durch einen Luftangriff zerstört. Unter den Trümmern des Hotels seines Schwiegervaters findet er die verbrannte kopflose Leiche seiner Frau und in ihren Armen das Köfferchen mit unversehrten Briefmarken. Sein Sohn wird von einem Verein für schwachsinnige Kinder abgeholt.

### Wie ich Millionär wurde
Nach dem Krieg wird Dítě wegen seiner Beziehungen zu den Deutschen zu einem halben Jahr Haft verurteilt. Anschließend verkauft er einige Briefmarken und erwirbt mit dem Geld ein Hotel mit vierzig Zimmern am Prager Stadtrand. Wegen seiner Erlebnisse und der Ablehnung durch die Tschechen ist er traumatisiert: Nachts bedrohen ihn die Nägel seines Sohnes. Deshalb verlässt er Prag und baut in der Nähe von Velké Popovice ein Hotel ohne Holzfußböden, damit keine Nägel eingeschlagen werden können. Als Ort hat er einen von Wald umgebenen Steinbruch mit einem See gewählt. Dort verwirklicht er seine Idee: Um eine alte riesige Schmiede herum liegen die Gästekojen in Konzentrationslager-ähnlichen Baracken. Von der illuminierten Steinbruchsteilwand führt ein Seil zum Teich. Daran lassen sich Artisten in fluoreszenten Kostümen herab und stürzen ins Wasser. Berühmte Gäste wie John Steinbeck und Maurice Chevalier besuchen das weltweit einzigartige Hotel und wollen es Dítě abkaufen. Aber für ihn ist seine Schöpfung ein Kunstwerk. Die tschechischen Hoteliers erkennen diesen Höhepunkt seines Schaffens allerdings nicht an und ignorieren ihn weiterhin.
Inzwischen haben die Kommunisten in der ČSR an Einfluss gewonnen und verordnen eine Millionärsabgabe. Aber Dítě wird von dem inzwischen politisch einflussreichen Zdenĕk aus Dankbarkeit, dass er ihn nicht der Gestapo verraten hat, von der Millionärsliste gestrichen. Die Stimmung unter den reichen Gästen wird immer trauriger und im Februar des folgenden Jahres bleiben sie ganz aus. Die Kommunistische Partei hat die Macht ergriffen und die Stammgäste werden aus ihren Positionen gestürzt, enteignet und in Sammellager gesperrt. Oppositionelle versuchen über die Grenze zu fliehen. Auch das Steinbruch-Hotel wird vom Nationalausschuss beschlagnahmt. Obwohl Dítě, wiederum durch Zdenĕks Eingriff, vorläufig Verwalter bleiben könnte, zeigt er sich als Millionär an und lässt sich im Sammellager in einem ehemaligen Kloster inhaftieren. Hier erlebt Dítě wieder einmal die Macht des Geldes: Es ist ein Lager ohne Zaun und Bewachung. Die Millionäre bestechen die Wächter und diese holen sich Nahrungsmittel, gelegentlich auch Schrammelmusikanten für Feste und ihre Ehefrauen oder Freundinnen. Alle führen gemeinsam ein gutes Leben. Wie zuvor die tschechischen Patrioten und Hotelbesitzer, erkennen jetzt die Millionäre Dítě nicht als ebenbürtig an und lehnen ihn als Neureichen und Kriegsgewinnler ab. Sie lachen über ihn z. B. bei einer missglückten Taubenfütterung. Er dagegen sieht in dem ihn verfolgenden und umlagernden Taubenschwarm die Botschaft, er sei ihr lebensspendender Gott. Er steht am Beginn einer Neuorientierung und erkennt, dass er bisher immer nur der sein wollte, der er nie hatte sein können, ein Millionär.
Dann wird das Lager aufgelöst und die Millionäre werden zur Arbeit geschickt. Als Abschluss gibt es ein Festmahl, aber die Stimmung kippt ins Traurige um, und in der Kapelle des Klosters erleben die Millionäre eine Kraft, die schon tausend Jahre wartet und die stärker ist als das Geld. Auf dem Weg zu seinem Einsatzort schaut er noch einmal bei seinem Steinbruch-Hotel vorbei: alles ist leer geräumt und zu einer Badeanstalt umgewandelt. Aber er ist über diesen Abbau erleichtert, denn er findet es gut, dass das Hotel verschwunden ist und dass es nur noch in seiner Phantasie existiert. Dann reist er weiter durch ein Gebiet mit verfallenen, von den Deutschen verlassenen Häusern zu einer Waldbrigade bei Kraslice, um dort seine Strafe abzuarbeiten. In einem alten Forsthaus trifft er auf einen Professor und eine junge Frau, Marcela, die ihre Arbeit in einer Schokoladenfabrik aufgegeben hat und nun von dem Professor in französischer Sprache und Literatur unterrichtet wird. Die Drei müssen Resonanzholzfichten fällen und aus dem Stamm Brettchen für Geigen und Celli herausschneiden. Bei der Waldarbeit redet Dítě oft mit sich selbst und ist sein liebster und angenehmster Gefährte. So gewinnt er die Erkenntnis, dass er allein sein muss und kehrt, da seine Strafe abgearbeitet ist, nach Prag zurück. Hier sieht er einige Zeit später Marcela mit dem Buch „L‘histoire du Surréalisme“ in der Hand mit abwesendem Blick vorübergehen. Die Verwandlung des Schokoladefabrikmädchens und ihr Wechsel auf die geistige Seite des Lebens regen seine Phantasie an. Marcela taucht immer wieder in seinen Wachträumen auf, als die traurig schöne Frau, mit der zusammenzuleben Qual und Erfüllung zugleich sein müsste.
Seine nächste Etappe auf dem Weg zu sich selbst ist sein Einsatz als Arbeiter im Böhmerwald bei Srní, wo er ein Jahr lang allein eine Landstraße mit Schotter ausbessert. Es ist eine Sisyphos-Arbeit, bei der er immer wieder durch Überschwemmungen und Rutschungen zurückgeworfen wird. Hier lebt er mit einem Pony, einer Ziege, einem Wolfshund und einer Katze in einem abgelegenen Haus. Einmal in der Woche geht er ins Wirtshaus, wo die Dorfleute über ihn, den Sonderling, lachen, wenn er ihnen phantastische Geschichten erzählt, z. B. über sein Grab auf dem Bergkamm, damit seine Reste sowohl über die Nordsee als auch das Schwarze Meer den Atlantik erreichen. Diese „elenden gescheiterten Existenzen“, die im Wirtshaus herumhocken, warten sehnsüchtig auf seine kuriosen Geschichten. Er lässt sich von ihnen Spiegel schenken, die er in seinem Haus aufhängt, um sich zu begegnen. In dieser Einsamkeit befragt er sich, um aus sich selbst das „Allergeheimste“ herauszuholen und im Wechselgespräch mit sich zum Sinn des Lebens vorzudringen. Er will herausfinden, „ob noch Zeit bleibt, durch Denken zu jener Ruhe zu gelangen, die den Menschen davor bewahrt, vor der Einsamkeit davonzulaufen, vor den wesentlichen Dingen davonzulaufen“.
Dítě zitiert den Literaturprofessor, dass „ein wahrer und welterfahrener Mensch sei, wer in die Anonymität treten könne, wer imstande sei, sich von seinem falschen Ich zu befreien.“ Mit Frack und Orden betrachtet er sich im Spiegel: „und je länger ich mich ansah, desto mehr erschrak ich [...] als stünde ich vor einem Fremden, vor einem Menschen, der verrückt geworden ist …“ Als die Dorfleute ihn einmal besuchen, um ihm frohe Weihnachten zu wünschen, sind sie verwundert über seine Verkleidung und verabschieden sich schnell wieder. Doch ihm hat der Orden, der ihn daran erinnert, dass er die Ehre hatte, den abessinischen Kaiser zu bedienen, „die Kraft gegeben, diese Geschichte aufzuschreiben … wie das Unglaubliche Wirklichkeit geworden ist. Genügt das? Und damit schließe ich aber endgültig.“

## Form
Die Romanhandlung wird von einem Ich-Erzähler in fünf Etappen chronologisch entwickelt und besteht aus einer Folge von (meist) komischen Episoden. Dabei verwendet der Autor verschiedene traditionelle Elemente der Komik: die Charakterkomik des Schelms, bzw. Tricksters und weiterer Commedia-dell’arte-Figuren, die Situationskomik mit aus dem Stummfilm bekannten turbulent-überdrehten Slapstick-Szenen. Im zweiten Teil kippt die Stimmung um in die der Tragikomödie: Vor dem historischen Hintergrund der deutsch-tschechischen Spannungen, der Besetzung der Tschechoslowakei durch deutsche Truppen und des Zweiten Weltkriegs entsteht das Bild einer grotesken Narrenwelt mit einem sich in seine Eremitage im Böhmerwald zurückziehenden Überlebenskünstler als Protagonisten.
Wie die meisten Geschichten Hrabals, so orientiert sich auch „Ich habe den englischen König bedient“ an der Tradition der mündlichen Erzählung. Für diesen Erzählstil erfand der Autor das Wort bafeln, tschechisch pabit: Das erste Kapitel beginnt, wie auch die folgenden, mit dem Satz „Passen sie auf, was ich Ihnen jetzt erzählen werde“ und endet mit „Reicht euch das? Damit schließe ich für heute“ bzw. „Das reicht jetzt…“. Doch das ist nur die Oberfläche: „Hrabal, der Plauderer, erscheint mir als ein philosophischer Erzähler, der listig, nämlich komisch zu erzählen versteht, also: subversiv. Auf dem langen Lebensweg des kleinen Kellners hat Hrabal viele hübsche Sprengsätze gelegt, die sicher einmal zünden werden.“
Viele Rezensenten vergleichen Hrabals Roman mit Jaroslav Hašeks Schelmenroman Schwejk, „weil er unter der Tarnkappe scheinbarer Naivität mit großer Leichtigkeit und in oft derb-witziger Form Wahrheiten auszusprechen wagte, deren Sprengkraft durch groteske Übersteigerung und burleske Komik nur scheinbar abgefedert wurde.“ So sei die Geschichte des Erzählers Dítĕ ein „tragikomischer Fall in einer absurden Geschichte“ und „[d]abei ein richtiger, doch tschechischer Bildungsroman, leicht und locker aus unzähligen und unbeschreiblich komischen Episoden gestrickt […] und mit […] böhmische[m] Humor ausgestattet.“

## Historischer Hintergrund
Der erste, unpolitische Teil des Romans spielt in den 1920er Jahren in der ČSR. Der 15-jährige Pikkolo bedient vor allem Geschäftsleute und später im exklusiven „Tichota“ den „Präsidenten“, der mit „Exzellenz“ angesprochen wird. Dessen Liebesbeziehung mit einer Französin könnte metaphorisch auf die Verbindung der ČSR mit Frankreich hinweisen.
Im zweiten Teil ist der Erzähler in die tschechische Geschichte von den 1930er Jahren bis zur kommunistischen Herrschaft in der Nachkriegszeit involviert. Die Spannungen zwischen den Tschechen und den Sudetendeutschen nach der Besetzung des Sudetenlandes werden in die Handlung aufgenommen: Die Freundin und spätere Frau des Erzählers ist Sudetendeutsche, gehört also der deutschsprachigen Minderheit an. Ihr Vater besitzt in Eger (Cheb) das Hotel „Zur Stadt Amsterdam“. Sie ist Turnlehrerin und Mitglied der Partei von Henlein und tritt in Tirolerjacke und weißen Strümpfen auf, was von Tschechen als Provokation aufgefasst wird. Nach der Besetzung Prags durch deutsche Truppen 1939 trifft der Erzähler Lisa in Prag als Truppenbegleiterin in der Uniform einer deutschen Frontschwester. In dieser Funktion nimmt sie auch am Zweiten Weltkrieg teil. Lisa vertritt die nationalsozialistische Rassenideologie und vermittelt ihrem Freund eine Anstellung in einem Lebensborn-Hoteldorf in den Bergen bei Tetschen. Der Erzähler muss seinen deutschen Stammbaum (Großvater Johann Ditie in Cvicov in Nordböhmen) nachweisen und sich vor seiner Heirat nach den Vorschriften der Rassenreinheit auf seine Zeugungsfähigkeit untersuchen lassen. Nach dem Krieg wird er als Kollaborateur zu einer Haftstrafe verurteilt. Anschließend besucht er die 1942 von den Deutschen aus Rache für das Attentat auf den Reichsprotektor Heydrich zerstörte Stadt Lidice. Nach der Umwandlung der Tschechoslowakischen Republik in eine Volksdemokratie unter Führung der Kommunistischen Partei (1948) wird er enteignet und arbeitet im von der deutschen Bevölkerung verlassenen Grenzgebiet als Holzfäller und beim Straßenbau.

## Rezeption
Von der Kritik gelobt wird die Virtuosität des Schriftstellers bei der Verbindung von literarischem Surrealismus und bodenständiger volkstümlicher Dichtung: „Hrabal verfügt souverän und darum unauffällig über die Mittel der europäischen Moderne. Er kennt, von Kafka ganz zu schweigen, seinen Joyce, seinen Beckett und, naturgemäß, seine Surrealisten. Doch seinen Stoff bezieht er stets aus nächster Nachbarschaft, den Kneipen, der eigenen Familiengeschichte. Was sich seine Leute beim Bier erzählen (und getrunken wird viel), das erscheint, vermeintlich ungebrochen, in seinen Geschichten wieder, als wäre es aus dem Leben gegriffen - und zugleich in einer merkwürdig surrealistischen Beleuchtung.“
Dementsprechend bewerten viele Rezensenten die Lebensgeschichte des Pikkolo als Metapher auf eine absurde Welt: „In dieser Welt wird nicht das Geplante, Erhoffte, Gewünschte, sondern immer und immer wieder nur „das Unglaubliche Wirklichkeit“ – Leitmotiv des Romans. Das Leben ist die Bühne eines burlesken Spiels mit absurder Dramaturgie, unabsehbar und voller Überraschungen, mit abrupten Umschwüngen und unerwarteten Winkelzügen, in dem Glück und Unglück ununterscheidbar nah beieinander liegen. Hrabal lässt uns spüren, wie wenig bedauerlich er das findet. Und die Freude des Autors an den Bocksprüngen des Lebens überträgt sich unmittelbar auf den Leser.“
Gelobt wird von der Kritik übereinstimmend das Lesevergnügen: „unterhaltsam bis zum (eher bitteren) Ende, leicht und locker aus unzähligen und unbeschreiblich komischen Episoden gestrickt, mit vielen skurrilen, oft auch grotesken Einfällen gespickt, mit kleinen »wunderbaren« Sauereien gewürzt und mit jenem böhmischen Humor ausgestattet, der an unserer treudeutschen Hochleistungsethik wie ein Eichscher Maulwurf nagt.“ „Vor allem anderen ist dieser Roman aber ein umwerfendes Lesevergnügen – als sei er selbst einer der Genüsse, die er lustvoll beschreibt. Er löst damit ein, was eine der vielen Nebenfiguren des Romans, ein Professor für französische Literatur, gefordert hat: dass nämlich ‚die Poesie ein Vergnügen sei‘, denn dann reiche sie ‚immer zum Transzendenten hin, das heißt zum Endlosen und zur Ewigkeit‘. Mit diesem Buch […] ist die Geschichte des europäischen Romans um ein Meisterwerk reicher.“

## Adaptionen
- Tschechische Verfilmung „Ich habe den englischen König bedient“ (2006) von Jiří Menzel (Regie und Drehbuch)

Während die Romanhandlung chronologisch erzählt wird, dient im Film eine Episode aus dem letzten Romankapitel (ein Literaturprofessor und eine Schokoladefabrikarbeiterin, die der Erzähler bei seiner Strafarbeit im Wald kennenlernt) als Rahmenhandlung: Der zu 15 Jahren Verbannung verurteilte Protagonist erzählt den beiden in zwei Rückblicken sein Leben als Kellner und Hotelbesitzer. Dabei wird die Romanhandlung gekürzt wiedergegeben, z. B. um das Kap. „Hotel Tichota“.
- Hörbuch „Ich habe den englischen König bedient“ (10 Folgen). Regie: Götz Fritzsch, Sprecher: Wolfram Berger. Produktion: MDR 2004[3]

## Ausgaben
- Bohumil Hrabal: Ich habe den englischen König bedient. Roman. Übersetzt von Karl-Heinz Jähn. Suhrkamp, Frankfurt am Main (= suhrkamp taschenbücher. Band 1754).